# Skromnica
Skromnica – wieś w Polsce położona w województwie łódzkim, w powiecie zgierskim, w gminie Ozorków.
Wieś dóbr prestymonialnych kapituły kolegiaty łęczyckiej w powiecie łęczyckim województwa łęczyckiego w końcu XVI wieku. W latach 1975–1998 miejscowość administracyjnie należała do ówczesnego województwa łódzkiego. Wcześniej znajdowała się w administracyjnych granicach powiatu łęczyckiego. Do sołectwa Skromnica należy jeszcze Tkaczew. 
Od 1975 roku w miejscowości działa Ludowy Klub Sportowy Sokół Skromnica, którego założycielem jest Ryszard Kołodziejczak. Od sezonu 2000/2001 drużyna występuje w łódzkiej Klasie B. Trenerem drużyny począwszy od sezonu 2012/2013 jest Maciej Nędzi. Swoje najwyższe zwycięstwo Sokół Skromnica odniósł 24 maja 2015 roku, gromiąc na wyjeździe LKS Cedrowice 18-1 (9-1).